# Эстеван Виллиан
Эстева́н Ви́ллиан Алме́йда де Оливе́йра Гонса́лвес (порт.-браз. Estêvão Willian Almeida de Oliveira Gonçalves; род. 24 апреля 2007, Франка), или же просто Эстева́н (порт.-браз. Estêvão)  — бразильский футболист, правый вингер клуба «Челси» и сборной Бразилии. Считается одним из самых талантливых молодых футболистов в Бразилии.

## Клубная карьера
Эстеван Виллиан начал футбольную карьеру в академии клуба «Крузейро» в 2017 году. Какое-то время выступал под прозвищем «Мессиньо» (порт. Messinho) в честь Лионеля Месси, с которым его сравнивали по стилю игры. В 2018 году 10-летний Эстеван подписал свой первый профессиональный контракт с компанией Nike, став самым молодым бразильским игроком в истории, подписавшим коммерческий контракт. В мае 2021 года перешёл в футбольную академию клуба «Палмейрас», подписав ученический контракт. В составе юношеских команд «Палмейраса» выиграл чемпионат штата Паулиста до 15 и до 17 лет, Кубок Бразилии среди юношей до 17 лет и чемпионат Бразилии до 17 лет.
7 декабря 2023 года дебютировал в основном составе «Палмейраса» в матче бразильской Серии A против «Крузейро».
22 июня 2024 года английский клуб «Челси» объявил о соглашении о переходе игрока, который состоится летом 2025 года. Сумма трансфера составила 34 млн евро, ещё 27 млн евро предусмотрено в виде бонусов.

## Карьера в сборной
В ноябре 2023 года в составе сборной Бразилии до 17 лет сыграл на юношеском чемпионате мира в Индонезии, забив гол в матче против сборной Новой Каледонии и сделав «дубль» в матче против Эквадора.
В августе 2024 года 17-летний игрок получил свой первый вызов в главную сборную Бразилии. 6 сентября 2024 года дебютировал за сборную в матче против Эквадора.

## Достижения
«Палмейрас»
- Победитель Чемпионата Паулиста: 2024

## Статистика выступлений

### Клубная карьера
Данные приведены по состоянию на 5 декабря 2024 года
| Выступление      | Выступление      | Выступление      | Лига | Лига | Кубок | Кубок | Суперкубок | Суперкубок | Международные турниры | Международные турниры | Прочие | Прочие | Итого | Итого |
| Клуб             | Лига             | Сезон            | Игры | Голы | Игры  | Голы  | Игры       | Голы       | Игры                  | Голы                  | Игры   | Голы   | Игры  | Голы  |
| ---------------- | ---------------- | ---------------- | ---- | ---- | ----- | ----- | ---------- | ---------- | --------------------- | --------------------- | ------ | ------ | ----- | ----- |
| Палмейрас        | Серия А          | 2023             | 1    | 0    | 0     | 0     | 0          | 0          | 0                     | 0                     | 0      | 0      | 1     | 0     |
| Палмейрас        | Серия А          | 2024             | 30   | 13   | 2     | 1     | 0          | 0          | 7                     | 1                     | 5      | 0      | 44    | 15    |
| Палмейрас        | Итого            | Итого            | 31   | 13   | 2     | 1     | 0          | 0          | 7                     | 1                     | 5      | 0      | 45    | 15    |
| Всего за карьеру | Всего за карьеру | Всего за карьеру | 31   | 13   | 2     | 1     | 0          | 0          | 7                     | 1                     | 5      | 0      | 45    | 15    |